# Laodike Thea Philadelphos
Laodike Thea Philadelphos (altgriechisch Λαοδίκη ἡ Θεά καὶ Φιλάδελφος Laodíkē hē Theá kaì Philádelphos; * zwischen 122 und 115 v. Chr.) war eine Tochter des Seleukidenkönigs Antiochos VIII. und der Ptolemäerin Kleopatra (?) Tryphaina.
Sie heiratete zur Bekräftigung eines Friedensvertrags zwischen Syrien und Kommagene den Thronfolger des letztgenannten Reichs, Mithridates I. Kallinikos und bekam mit ihm Antiochos I. Theos, der ein monumentales Grab am Nemrut Dağı mit darauf angebrachtem Stammbaum seiner Familie erbaute. Das Hierothesion am Karakuş ist allerdings nicht für Laodike, sondern für ihre Enkelin gleichen Namens, eine der Töchter Antiochos’ I., gebaut.